# Ley antitabaco de España de 2006
Se conoce como ley antitabaco de España de 2006 a la Ley española 28/2005, de 26 de diciembre, cuyo nombre completo es Ley de medidas sanitarias frente al  tabaquismo y reguladora de la venta, el suministro, el consumo y la publicidad de los productos del tabaco. Entró en vigor el 1 de enero de 2006, aunque algunos aspectos de la ley no entraron en vigor hasta septiembre de 2006 y enero de 2007,  y cuya medida más importante es la prohibición de fumar en lugares en los que hasta esa fecha estaba permitido, como los lugares de trabajo (tanto públicos como privados) o los centros culturales. 
Fue modificada sustancialmente por la Ley 42/2010, de 30 de diciembre de 2010, que extendió la prohibición de fumar a cualquier tipo espacio de uso colectivo.
La ley de 2006 distingue entre zonas en las que está "totalmente prohibido fumar", y espacios en los que se puede fumar si se habilita una sala especial de fumadores. Las comunidades autónomas son las responsables de vigilar el cumplimiento de esta ley, establecida dentro del Convenio marco para el control del tabaco, además de tener la competencia para el desarrollo normativo de la Ley. En este sentido, comunidades como Islas Baleares, Comunidad de Madrid, Comunidad Valenciana o La Rioja, tres de ellas presididas por el Partido Popular y una (Islas Baleares) por el PSOE plantearon en su momento, normas propias que la suavizaban o crearon una normativa de aplicación, régimen de inspecciones o régimen sancionador, lo que de facto llevó a no fomentar desde los poderes públicos el cumplimiento de la Ley. La ley antitabaco no puede ser modificada en sentidos menos restrictivos (a la baja) por las comunidades, sino sólo al contrario, al ser una ley de bases. 